# Thomas Helmig
Thomas Helmig, född 15 oktober 1964 i Egå utanför Århus, är en dansk sångare, låtskrivare, musiker och producent. Han var mellan åren 1983 och 1985 sångare och frontfigur i soul- och funkgruppen Elevatordrengene, och debuterade därefter som soloartist med låten "Afrika", samtidigt som han kom ut med sitt debutalbum Thomas. Han slog dock igenom på allvar med sina naiva och danskspråkiga texter på sitt album Vejen væk, som sålde över 16 000 exemplar, med hjälp av hiten "Det er mig der står herude og banker på".
Helmig är sedan år 2000 gift med författaren samt den före detta modellen Renée Toft Simonsen. Tillsammans fick makarna sonen Hugo (född 1998), som gick bort den 23 november 2022, 24 år gammal.